# Louis Modelon
Louis Pierre Marie Antoine Modelon (ur. 1863, zm. 1951) – generał dywizji armii francuskiej.
Dowódca 61 Dywizji Piechoty od 19 marca 1917 roku do 15 lipca 1918 roku. 18 kwietnia 1918 roku został mianowany generałem brygady. Dowódca 65 Dywizji Piechoty rezerwowej, przekształconej 4 sierpnia 1918 roku w 2 Dywizję Piechoty marokańskiej. 25 maja 1919 roku został dowódcą 2 Dywizji Strzelców Polskich. W 1920 roku był zastępcą dowódcy francuskiej 35 Dywizji Piechoty.

## Ordery i odznaczenia
- Krzyż Walecznych – 1921[1]